# Wild Wonders of Europe

Wild Wonders of Europe est l’un des plus grands projets de photographie nature (paysages, faune et flore) jamais réalisé.
Initié par le photographe suédois Staffan Widstrand (sv) en mai 2008, il consiste en une chasse d'images grandeur nature sur 48 pays, par 68 photographes professionnels européens.
Monté en partenariat avec le WWF, le projet a abouti à la sortie d’un livre de 288 pages de photos en avril 2010 aux éditions La Martinière : Wild : nature sauvage d'Europe. Le livre est également sorti par la suite en norvégien, anglais, allemand, néerlandais, espagnol, suédois et italien. Un livre pour enfants de 40 pages est également sorti en français aux éditions La Martinière Jeunesse.
Il a également fait l’objet de trois expositions à La Haye, Gênes et Prague en 2010 ; un catalogue d’exposition est disponible en anglais, espagnol et danois.

## Concept
Le but principal de ce projet est de faire découvrir au grand public la biodiversité européenne.
Pendant trois ans, 68 photographes ont parcouru 48 pays européens en prenant des milliers de clichés. Tous européens, ils ont cependant été envoyés dans des endroits qu’ils ne connaissaient pas, afin d’obtenir « un regard neuf sur la nature européenne ».
Selon James Leap, directeur général du World Wide Fund for Nature, partenaire principal du projet qu’elle considère comme « le plus vaste projet de photographie de nature au monde », l’initiative a un apport immense pour la conservation de la biodiversité, reprenant l’esprit du WWF et autres associations de protection de la nature. Les clichés démontrent que même en Europe, il y a des havres naturels riches à préserver et protéger. Il considère que la photographie a un impact énorme sur la perception du grand public, ayant plus que les mots un pouvoir de transmettre l’émotion.

## Réception
Selon Robin McKie du Guardian, 20 % du territoire de l’Union européenne est consacré à la protection de la nature, et ce projet est un aboutissement des efforts faits dans ce domaine via les différents projets de conservation. Cependant, les efforts à fournir sont encore immenses, tant certaines espèces sont encore menacées.
En juin 2009, la National Geographic Society publie sur son site d’informations un petit diaporama concernant le projet, alors déjà bien avancé, comportant neuf clichés accompagnés des commentaires des photographes et de leur sentiment sur la conservation de la nature à travers le projet.
Le journal Die Zeit, qui considère également le projet comme le plus important de ce type et ne tarit pas d’éloges dessus, regrette cependant le manque de structure du livre et le flou de titres tels que « Inconnu », « Inattendu », « Inoubliable », qui expliquerait la difficulté des auteurs à en faire la promotion dans les médias… Contrairement aux possibilités offertes par la base interactive du projet présente sur le site officiel, le livre ne permet pas de faire de recherches par type ou par pays, donnant une impression d’« Europe sans frontières » et de perte d’identités.

## Les photographes
Les 68 photographes ayant participé au projet viennent de 19 pays différents ; ils ont été envoyés dans 48 pays européens et ont ramené près de 200 000 clichés pris lors de missions attribuées de un mois chacune :
Theo Allofs (Allemagne), Ingo Arndt (Allemagne), Nils Aukan (Norvège), Franco Banfi (Suisse), Sandra Bartocha (Allemagne), Niall Benvie (Royaume-Uni), Daniel Bergmann (Islande), Maurizio Biancarelli (Italie), Peter Cairns (Royaume-Uni), Laurie Campbell (Royaume-Uni), Juan Carlos Muñoz (Espagne), Mark Carwardine (Royaume-Uni), Dieter Damschen (Allemagne), Cornella Doerr (Allemagne), Bruno D’Amicis (Italie), Magnus Elander (sv) (Suède), Martin Falklind (Suède), Elio della Ferrera (Italie), Anders Geidemark (sv) (Suède), Laurent Geslin (France), Edwin Giesbers (Pays-Bas), Danny Green (Royaume-Uni), Olivier Grunewald (France), Erlend Haaberg (Norvège), Orsolya Haarberg (Hongrie), Mark Hamblin (Royaume-Uni), Pål Hermansen (Norvège), Arne Hodalič (sl) (Slovénie), Kai Jensen (Norvège), Ole Jørgen Liodden (Norvège), Frank Krahmer (Allemagne), Grzegorz Lesniewski (Pologne), Mireille de la Lez (sv) (Suède), Peter Lilja (Suède), Diego Lopez (Espagne), Magnus Lundgren (Suède), David Maitland (Royaume-Uni), Vincent Munier (France), Bence Máté (Hongrie), Florian Möllers (Allemagne), Claudia Müller (Allemagne), Dietmar Nill (Allemagne), László Novák (Hongrie), Pete Oxford (Royaume-Uni), Jari Peltomäki (Finlande), Linda Pitkin (Royaume-Uni), Georg Popp (Autriche), Verena Popp-Hackner (Autriche), Manuel Presti (Italie), Luís Quinta (Portugal), Milán Radisics (Hongrie), Lassi Rautiainen (Finlande), Iñaki Relanzón (Espagne), Michel Roggo (Suisse), José Benito Ruiz (Espagne), Tom Schandy (no) (Norvège), Igor Shpilenok (Espagne), Ruben Smit (Pays-Bas), Numo Sá (Portugal), Jesper Tønning (Danemark), Stefano Unterthiner (Italie), Markus Varesvuo (fi) (Finlande), Staffan Widstrand (sv) (Suède), Konrad Wothe (Allemagne), Solvin Zankl (Allemagne), Sven Začek (et) (Estonie), Christian Ziegler (Allemagne), Daniel Zupanc (Autriche)

## Expositions
- Exposition d’extérieur à La Haye entre le 27 mai 2010 et le 12 septembre 2010, inaugurée par la princesse Irene des Pays-Bas[8].
- Exposition d’intérieur à Gênes entre le 4 juin 2010 et le 20 juin 2010 au Palazzo Ducale[9].
- Exposition d’extérieur à Prague entre le 22 juin 2010 et le 22 août 2010 avec une partie consacrée au Parc national de Šumava[10].